# گدیمیناس باگدوناس
گدیمیناس باگدوناس (لیتوانیایی: Gediminas Bagdonas؛ زادهٔ ۲۶ دسامبر ۱۹۸۵) دوچرخه‌سوار اهل لیتوانی است.
از باشگاه‌هایی که در آن بازی کرده‌است می‌توان به آژ۲آر لا موندیال اشاره کرد. وی در بازی‌های المپیک تابستانی ۲۰۱۲ شرکت کرده و در رده ۵۹ 
بخش رقابت جاده قرار گرفته است. باگدوناس در تور دوچرخه‌سواری بالتیک ۲۰۱۲ به مقام اول دست یافته است.